# Giulio De Petra

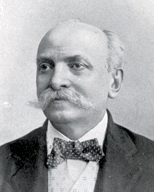
Giulio De Petra

Giulio De Petra (geboren am 13. Februar 1841 in Casoli, Provinz Chieti; gestorben am 22. Juli 1925 in Neapel) war ein italienischer Klassischer Archäologe.

## Leben
Giulio De Petra war der Sohn des Arztes Pietro De Petra und seiner Frau Raffaella, geborene Vigezzi. Er besuchte das Kollegium der Piaristen in Chieti, bevor er ein Studium der Rechtswissenschaften an der Universität Neapel aufnahm. Bald schon folgte er seiner Neigung zu den Geschichtswissenschaften und begann die Archäologievorlesungen bei Giuseppe Fiorelli zu hören. 1862 wurde er dessen Assistent am Archäologischen Nationalmuseum Neapel und Inspektor der Ausgrabungen in Pompeji, Herculaneum, Stabiae und Cumae.
1872 wurde er als Nachfolger Fiorellis ordentlicher Professor für Archäologie an der Universität Neapel, drei Jahre später auch Direktor des Museums in Neapel. Zu seinen wichtigsten Entdeckungen gehören die 1875 ausgegrabenen Wachstafeln aus Pompeji, von denen über 150 bislang rekonstruiert werden konnten, und die Pisonenvilla in Herculaneum. 1893 wurde er offizieller Leiter der Ausgrabungen in Pompeji und es wurden die Casa dei Vettii und die Casa di Marco Lucrezio Frontone entdeckt.
Während dieser Zeit kam es allerdings zu einigen privaten Ausgrabungen im Bereich der Soprintendenza, die zum Verlust wichtiger Antiken für den italienischen Staat führten. So wurde 1894 die Villa bei Boscorela von einem Privatmann, Vincenzo De Prisco, auf eigene Kosten freigelegt und der dort gefundene Silberschatz an den Louvre verkauft. Wenige Jahre später tauchten zahlreiche Wandgemälde aus der Villa auf einer Versteigerung in Paris auf, obwohl eine Regierungskommission den nationalen Wert der Gemälde, die heute über die ganze Welt verteilt sind, bescheinigt und zum Ankauf durch die Regierung geraten hatte. De Petra als zuständiger Leiter des Museums in Neapel hatte aber nur einige wenige Teile erworben. Am 8. Dezember 1900 wurde er daher seiner Ämter am Museum und in der Soprintendenza enthoben. In der Folge wurden weitere Hinweise auf seine nachlässige Verwaltungsführung öffentlich. 1901 veröffentlichte er eine Verteidigungsschrift, „Intorno al Museo nazionale di Napoli. Autodifesa“. 1906 wurde er wieder in sein Amt bei den pompeiischen Ausgrabungen eingesetzt, das er bis 1909 behielt. 1909 wurden auch die ersten italienischen Gesetze erlassen, die private Ausgrabungen verboten. Denn die Ausgrabungen seinerzeit in Boscoreale waren durchaus erlaubt.
De Petra war einer der engsten Mitarbeiter Theodor Mommsens bei dessen Studien zu Mittelitalien. Wegen seiner Verdienste wurde er 1877 Mitglied der Società Reale di Napoli, 1878 Mitglied des Deutschen Archäologischen Instituts, 1888 Mitglied der Accademia Nazionale dei Lincei und 1910 der Regia Deputazione di Storia Patria. 1914 wurde er zum Senator del Regno d’Italia ernannt, konnte aber wegen seines angegriffenen Gesundheitszustands nur selten an Sitzungen des Senats teilnehmen. 1915 wurde er emeritiert.

## Publikationen (Auswahl)
- Sulle condizioni delle città italiche dopo la guerra Sociale con applicazioni alle colonie di Pompei e Pozzuoli. Stamperia della R. Universitá, Neapel 1866.
- Le Tavolette cerate di Pompei. Rinvenute a'3 e 5 luglio 1875. Detken & Rocholl, Neapel 1877.
- Guida illustrata del museo nazionale di Napoli. Hrsg. A. Ruesch. Richter, Neapel 1908 (deutsch: Illustrierter Führer des Nationalmuseums in Neapel. Richter, Neapel 1911).